# 十牛図
十牛図（じゅうぎゅうず）は、悟りにいたる10の段階を10枚の図と詩で表したもの。「真の自己」が牛の姿で表されているため十牛図といい、真の自己を求める自己は牧人（牧者）の姿で表されている。十牛禅図（じゅうぎゅうぜんず）や牧牛図ともいう。作者は、中国北宋時代の臨済宗楊岐派の禅僧・廓庵（かくあん）。
廓庵以降、十牛図は世の中に広まっていたとみられるが、十牛図の作例はそれほど多くないとされる。よく知られている作例としては室町時代前期の禅僧の絶海中津が描いた十牛図（相国寺蔵）、室町時代中期の画僧の周文が描いたと伝えられる十牛図（相国寺蔵）がある。

## 構成と内容
十牛図は十枚の図と詩からなる。実際の図は#作例を参照。解釈については#解釈を参照。

### 序
廓庵の十牛図には弟子の慈遠によって次のような意味の序が付けられている。

### 第一図から第十図
1. 尋牛（じんぎゅう）
2. 見跡（けんぜき／けんせき）
3. 見牛（けんぎゅう）
4. 得牛（とくぎゅう）
5. 牧牛（ぼくぎゅう）
6. 騎牛帰家（きぎゅうきか）
7. 忘牛存人（ぼうぎゅうぞんじん／ぼうぎゅうそんにん）
8. 人牛倶忘（じんぎゅうぐぼう／にんぎゅうぐぼう）
9. 返本還源（へんぽんかんげん／へんぽんげんげん）
10. 入鄽垂手（にってんすいしゅ）

## 作例
巻子、画帖など、また掛幅1幅に10描いたものもある。

### 伝 周文 筆（相国寺蔵）

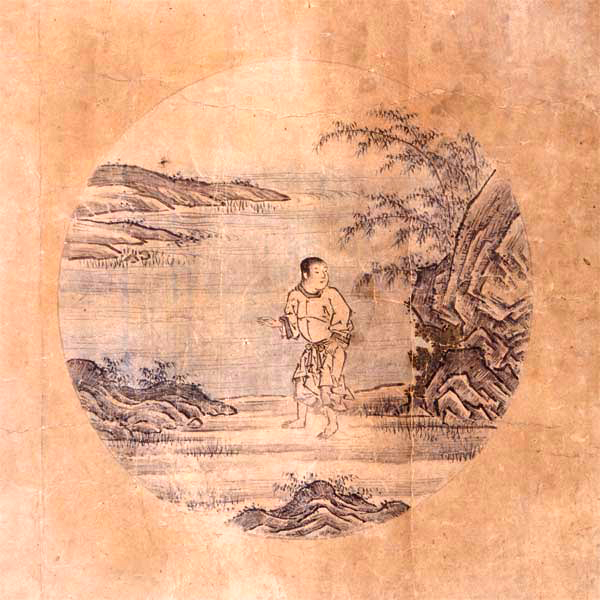
1) 尋牛
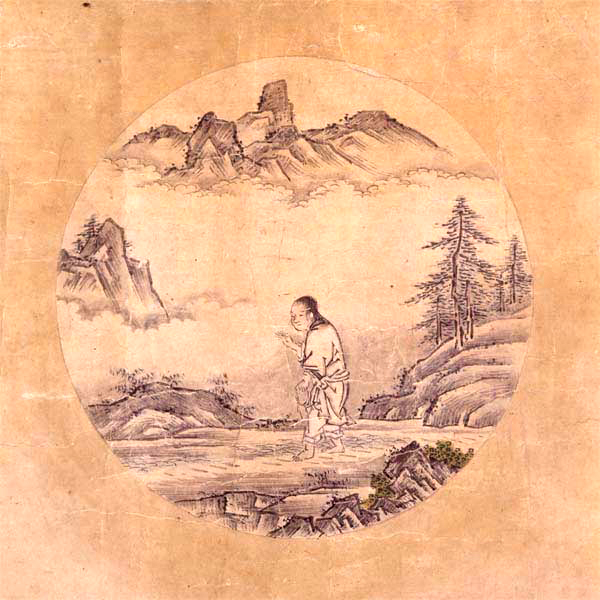
2) 見跡
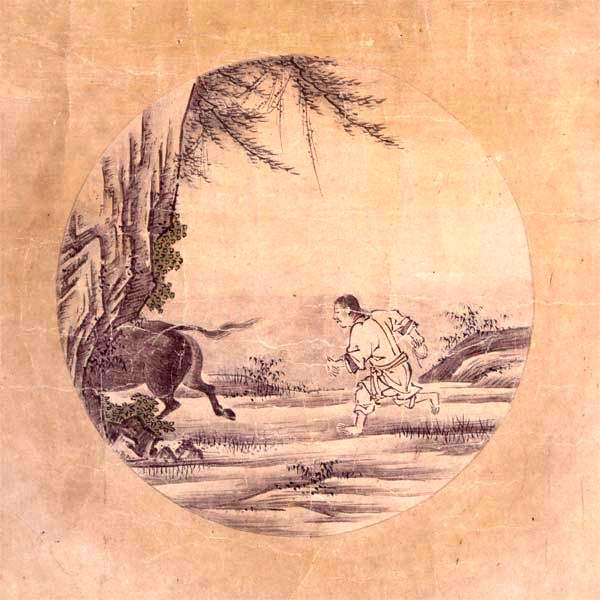
3) 見牛
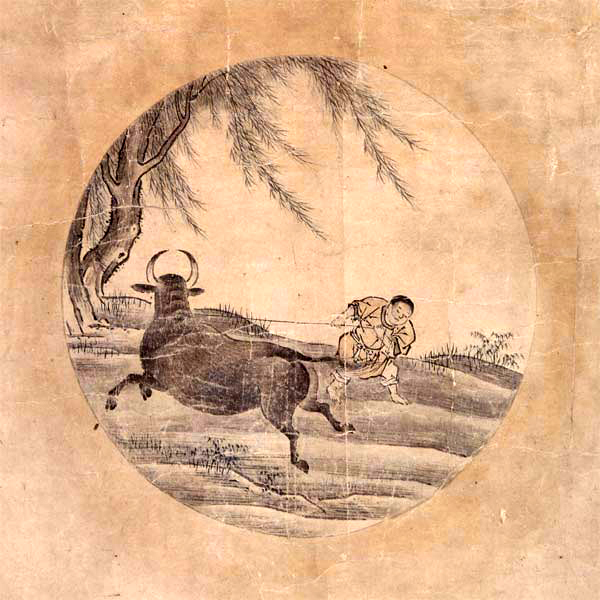
4) 得牛
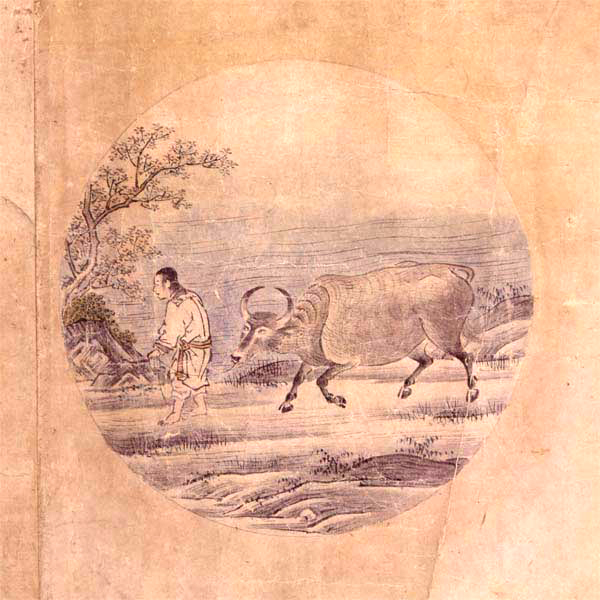
5) 牧牛
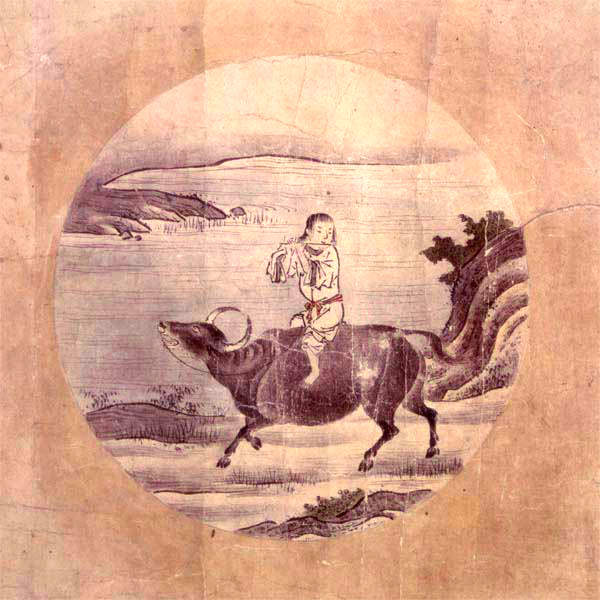
6) 騎牛帰家
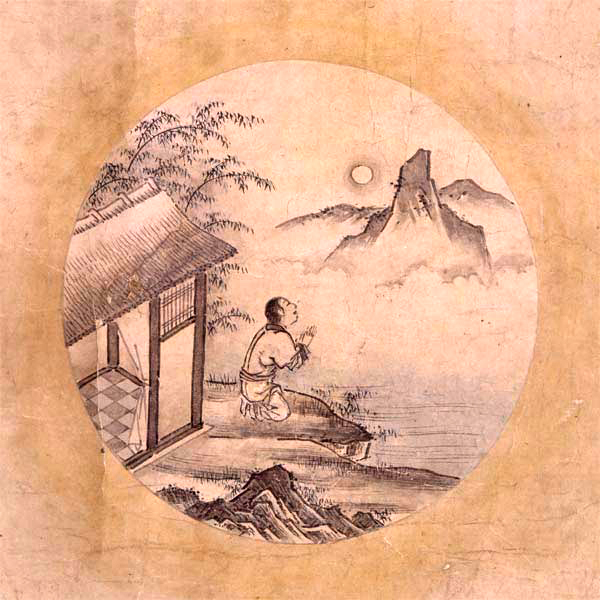
7) 忘牛存人
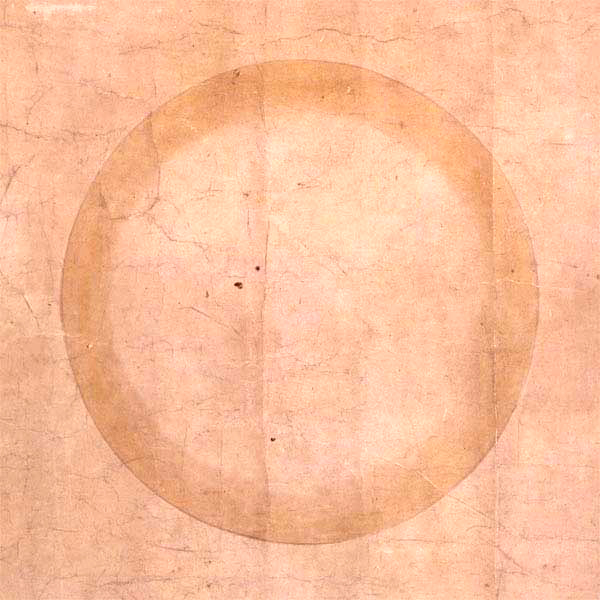
8) 人牛倶忘
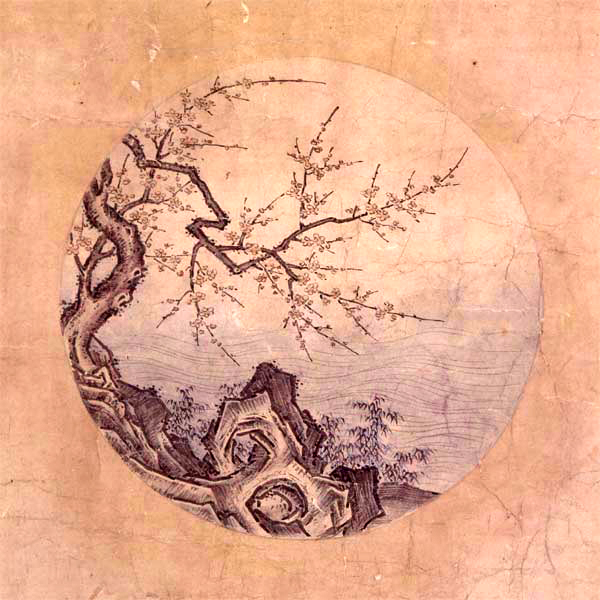
9) 返本還源
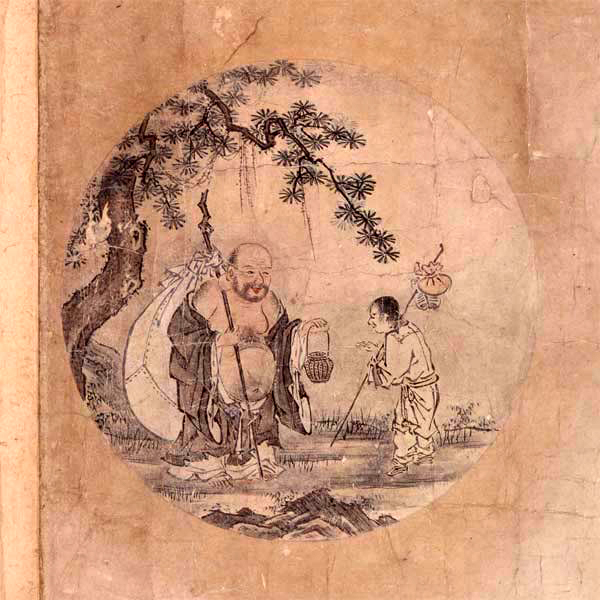
10) 入鄽垂手

## 解釈

### 各図の解釈
1. 尋牛 - 仏性の象徴である牛を見つけようと発心したが、牛は見つからないという状況[1]。人には仏性が本来備わっているが、人はそれを忘れ、分別の世界に陥って仏性から遠ざかる[1]。
2. 見跡 - 経や教えによって仏性を求めようとするが、分別の世界からはまだ逃れられない[1]。
3. 見牛 - 行においてその牛を身上に実地に見た境位[8]。
4. 得牛 - 牛を捉まえたとしても、それを飼いならすのは難しく、時には姿をくらます[1]。
5. 牧牛 - 本性を得たならばそこから真実の世界が広がるので、捉まえた牛を放さぬように押さえておくことが必要[1]。慣れてくれば牛は素直に従うようにもなる[1]。
6. 騎牛帰家 - 心の平安が得られれば、牛飼いと牛は一体となり、牛を御する必要もない[1]。
7. 忘牛存人 - 家に戻ってくれば、牛を捉まえてきたことを忘れ、牛も忘れる[1]。
8. 人牛倶忘 - 牛を捉まえようとした理由を忘れ、捉まえた牛を忘れ、捉まえたことも忘れる[1]。忘れるということもなくなる世界[1]。
9. 返本還源 - 何もない清浄無垢の世界からは、ありのままの世界が目に入る[1]。
10. 入鄽垂手 - 悟りを開いたとしても、そこに止まっていては無益[1]。再び世俗の世界に入り、人々に安らぎを与え、悟りへ導く必要がある[1]。

### 牛が描かれる理由と本質
上田閑照は、「真の自己」が牛の姿で表されるのは、インド以来の聖牛という考え方と、農耕民族としての中国人には牛が実際生活の支えであったためであろうとしている。
上田によれば、十牛図において本質的なことは、牛が真の自己を象徴することよりも、野牛を捕まえて牧い馴らしてゆくという牧人と牛との動的な関わりが「自己の自己への関わり」のリアルな類比になっている点であるという。

### 十波羅蜜・菩薩との関係
廓庵の『十牛図』に付けられた序によれば、もがき苦しむ迷いの世界から逃れる方途を牧牛の喩えによって示したとされること、牧牛者が童子とされることなどから、十牛図は十波羅蜜や菩薩十地を図象化したものとする説がある。

### 日本の禅宗における解釈
日本の禅宗は独自の解釈や提唱を示すことがあり、「1) 尋牛」を自れを探求する大願、「2) 見跡」を釈迦の正法/禅の大綱の会得、「3) 見牛」を見性大悟、「4) 得牛」を大悟徹底と聖胎長養、「5) 牧牛」を悟後の修行、「6) 騎牛帰家」を山の中の庵へと帰ること、「7) 忘牛存人」を仏法を捨て切ること、「8) 人牛倶忘」を一点の曇りもない澄んだ境地、「9) 返本還源」を大円境地、「10) 入鄽垂手」を遷化、とする説などが唱えられる。

### 哲学者・神学者による評価
十牛図は1958年にドイツ語訳され、マルティン・ハイデッガーは第九図とその偈に感動し、アンゲールス・ジレジウスの詩のようだと述べたという。神学者のルドルフ・カール・ブルトマンは第八図の円相に関心をもち、ここに、対象的に有るものではない「私の神」（mein Gott）への対応を見たという。

## フィクションにおける扱い
- 京極夏彦『鉄鼠の檻』- 十牛図が謎解きの題材となっている。
- 森博嗣『封印再度』- 各章の英文副題は十牛図による。
- 蔦哲一朗『黒の牛』- 十牛図を題材とした2024年の映画。